# Chileobryon callicostelloides
Chileobryon callicostelloides är en bladmossart som beskrevs av Johannes Enroth 1992. Chileobryon callicostelloides ingår i släktet Chileobryon och familjen Leskeaceae. Inga underarter finns listade i Catalogue of Life.